# Sunny entre Estrelas (1.ª temporada)
Sunny entre Estrelas - 1ª Temporada
- A temporada possui 21 episódios.
- Demi Lovato e Tiffany Thornton estão presentes em todos os episódios.
- Sterling Knight não está presente em dois episódios. (1 e 5)
- Doug Brochu e Brandon Mychal Smith não estão presentes em um episódio. (21)
- Allisyn Ashley Arm não está presente em oito episódios. (6, 8, 12, 13, 16, 17, 18 e 21)

| # | Título                                                                 | Estreia EUA           | Estreia Brasil/Globo                               | Estreia Portugal      | Cód. de produção |
| --- | ---------------------------------------------------------------------- | --------------------- | -------------------------------------------------- | --------------------- | ---------------- |
| 1 | "Início de Quadro" "Sketchy Beginnings"                                | 8 de Fevereiro, 2009  | DC:24 de Maio, 2009 Globo:1 de Novembro, 2010      | 27 de Junho, 2009     | 101              |
| Sunny Munroe, uma menina de Wisconsin que tem um popular site na internet, foi escolhida para ir morar em Los Angeles e estrelar a série de comédia So Random! (Sem Sentido!). Como muitos que entram pela primeira vez em Hollywood, ela percebe que nem tudo é o que parece. Logo que chega, é bem recebida por todos, exceto por Tawni Hart, que inicialmente não aceita outra estrela no programa. Quadros do Sem Sentido! no episódio: “É o Garoto Golfinho” - Grady interpreta o personagem principal, o "Garoto Golfinho", que espirra água através da cabeça. “Abelha Rainha” - Tawni protagonizava este quadro, que foi substituído pelo “Abelha Desastrada”, de Sunny. “Abelha Desastrada” ou “Abelha Atrapalhada” - Sunny vive a protagonista deste quadro, que substituiu o quadro de Tawni. Este quadro não é mostrado pronto. “Uma Abelha Malvada” - Quadro protagonizado por Sunny, que interpreta uma abelha que fala em forma de rap. Participação especial: Nancy McKeon como Connie Munroe, Michael Kostroff como Marshall Pike Ausente: Sterling Knight como Chad Dylan Cooper, que tem sua primeira aparição na série no segundo episódio, exibido imediatamente após este.                                          |                                                                        |                       |                                                    |                       |                  |
| 2 | "História da Costa Oeste" "West Coast Story"                           | 8 de Fevereiro, 2009  | DC:24 de Maio, 2009 Globo:3 de Novembro, 2010      | 27 de Junho, 2009     | 104              |
| Sunny conhece Chad Dylan Cooper, a estrela da dramática série MacKenzie Falls, e logo percebe que esta e o Sem Sentido! são rivais. Em uma tentativa de promover a amizade entre eles, Sunny convida o elenco do MacKenzie Falls para participar de um chamado "pique-nique da paz". Mas o evento não sai exatamente como o planejado quando o elenco do MacKenzie Falls pregam uma peça no elenco do Sem Sentido!. Isto leva os elencos das duas séries a se desafiarem em uma competição de "Dança da Cadeira", vencida pela turma do Sem Sentido!. Quadro do Sem Sentido! no episódio: “Rapidão” - Uma lanchonete fast food (comida rápida) que, literalmente, oferece comida rápida, que é atirada em cima do cliente. Participação especial: Jillian Murray como Portlyn |                                                                        |                       |                                                    |                       |                  |
| 3 | "Sunny no The Falls" "Sonny at the Falls"                              | 15 de Fevereiro, 2009 | DC:29 de Maio, 2009 Globo:2 de Novembro, 2010      | 3 de Outubro, 2009    | 112              |
| Depois de descobrir que a audiência do Sem Sentido! cresceu com a entrada de Sunny, Chad a convida para entrar em seu grupo de amigos do MacKenzie Falls, Sunny aceita pois percebe que seus amigos não concordam com ela em nada, o que gera briga entre Sunny e os demais integrantes do elenco do Sem Sentido! para que a série de Chad continue em primeiro lugar. Querendo Sunny de volta, a turma do Sem Sentido! se veste como os super-heróis criados por ela para resgatá-la no camarim do MacKenzie Falls. Quadro do Sem Sentido! no episódio: “Quinteto Otários” - Sunny escreve o quadro sobre um grupo de cinco super-heróis com aparência e habilidades engraçadas. São eles: "Garota Plástico Bolha" (Sunny), "Electra Estática" (Zora), "Cabelo Emaranhado" (Tawni), "Mister Flatulência" (Grady) e "Bebê Robô" (Nico). Participação especial: Jillian Murray como Portlyn Mencionados: Zac Efron |                                                                        |                       |                                                    |                       |                  |
| 4 | "Você Recebeu Carta de Fã" "You've Got Fan Mail"                       | 22 de Fevereiro, 2009 | DC:29 de Maio, 2009 Globo:4 de Novembro, 2010      | 16 de Agosto, 2009    | 107              |
| Se sentindo mal por não ter recebido nenhuma carta de fã, enquanto seus colegas de elenco receberam muitas, Sunny decide escrever para si mesmo, como um fã, usando o nome de Eric. No entanto, Marshall convida o suposto Eric para visitar os estúdios do Sem Sentido! e conhecer Sunny pessoalmente, por ter sido seu primeiro fã a enviar-lhe uma carta. Agora, Sunny precisa se disfarçar de garoto e se passar por Eric para esconder sua mentira. Enquanto isso, Nico e Grady tentam abrir a correspondência de Zora, uma caixa gigante que ela recebeu. No final, Chad se disfarça de Eric. Quadros do Sem Sentido! no episódio: “Você Acha que Pode Dançar?” ou “Você Sabe Fazer a Dança do Xixi?” - Apresenta os personagens dançando enquanto estão apertados para fazer xixi. “Bebê Chorão” - No quadro, Sunny se veste como um bebê. Este quadro não é apresentado, apenas mencionado quando Sunny vai ensaiar usando um gorro de bebê e carregando uma mamadeira gigante. Participação especial: Michael Kostroff como Marshall Pike |                                                                        |                       |                                                    |                       |                  |
| 5 | "Garotas Trapaceiras" "Cheater Girls"                                  | 1 de Março, 2009      | DC:5 de Junho, 2009 Globo:5 de Novembro, 2010      | 18 de Julho, 2009     | 105              |
| Todos estão animados com o novo quadro de Sunny e Tawni, o “Garotas do "Dá uma Olhada"”. No entanto, Connie, a mãe de Sunny, a impede de participar do quadro devido à sua nota baixa em Geometria. Assim, Sunny precisa estudar para a próxima prova para que possa continuar no quadro. Então, Sunny pede que Zora a ajude, mas não consegue se concentrar. Tawni convence Sunny a escrever as repostas da prova na mão para colar, mas Sunny confessa que não consegue colar. Enquanto isso, Nico tenta impressionar uma garota armando um plano com Grady. No fim, o plano dá errado e Nico se surpreende com a voz grave, de homem, da garota. Quadro do Sem Sentido! no episódio: “Garotas do "Dá uma Olhada"” - Quadro ambientado em um supermercado, onde Sunny e Tawni interpretam duas garotas que sempre usam o bordão "dá uma olhada no/na..." em suas frases para dar atenção a algo ou alguém. Paródia do título: Cheetah Girls Participação especial: Michael Kostroff como Marshall Pike, Nancy McKeon como Connie Munroe, Vicki Lewis como Srta. Severa Ausente: Sterling Knight como Chad Dylan Cooper |                                                                        |                       |                                                    |                       |                  |
| 6 | "Três Não Formam uma Companhia" "Three's Not Company"                  | 8 de Março, 2009      | DC:5 de Junho, 2009 Globo:8 de Novembro, 2010      | 4 de Julho, 2009      | 106              |
| A melhor amiga de Sunny, Lucy, vem de Wisconsin para visitá-la em Hollywood. Tawni passa um longo tempo com as duas, gerando ciúmes em Sunny. Lucy quer ir a festa de aniversário de Chad, mas Sunny mente dizendo que não foi convidada, pois deseja passar mais tempo junto com a amiga. Tawni vai ao apartamento de Sunny, para que as três possam ir juntas à festa. Assim, Tawni revela a verdade para Lucy. Enquanto isso, Nico e Grady armam um plano para se vingarem de Murphy, o segurança, que sempre come pedaços da pizza dos amigos. Quadro do Sem Sentido! no episódio: “A Mochila à Prova de Valentões” - Quadro que apresenta a propaganda comercial de uma mochila projetada para alunos que sofrem com os valentões da escola. A mochila contém engenhocas que atingem os valentões. Participação especial: Steve Hytner como Murphy, Johari Johnson como recepcionista da festa de Chad, Eden Sher como Lucy Ausente: Allisyn Ashley Arm como Zora Lancaster |                                                                        |                       |                                                    |                       |                  |
| 7 | "Enquete Foi Além" "Poll'd Apart"                                      | 15 de Março, 2009     | DC:12 de Junho, 2009 Globo:9 de Novembro, 2010     | 22 de Agosto, 2009    | 110              |
| Sharona, uma blogueira, compara a roupa e o cabelo de Sunny e Tawni em seu blog, porém sempre falando bem de Sunny, enquanto apenas ridiculariza Tawni. Então, Sunny fala com Sharona para que ela pare de falar mal de Tawni em seu blog. No entanto, Sharona continua a ofender Tawni. Assim, Sunny cria um quadro no Sem Sentido! parodiando Sharona com comédia. Com isso, Sharona ameaça o elenco do Sem Sentido!, dizendo para nenhum deles comparecer à premiação "Você Não Fez Isso". Enquanto isso, Nico e Grady tentam ir à premiação no carro novo de Chad, mas o astro do MacKenzie Falls tira proveito da situação. Quadro do Sem Sentido! no episódio: “A Bruxa Malvada da Internet” - Quadro em que Sunny faz uma paródia à Sharona, se caracterizando como uma bruxa blogueira que insulta os outros. O quadro faz uma paródia também ao Mágico de Oz. Referência insinuada: O Mágico de Oz |                                                                        |                       |                                                    |                       |                  |
| 8 | "Amigos Rápidos" "Fast Friends"                                        | 29 de Março, 2009     | DC:12 de Junho, 2009 Globo:10 de Novembro, 2010    | 7 de Novembro, 2009   | 102              |
| Sunny está sendo entrevistada pelo programa de TV “Semana do Adolescente”. Então, Chad imediatamente tenta aparecer durante a entrevista. Quando Sunny percebe, ela se irrita com Chad, enquanto as câmeras a filmam insultando ele, fazendo todos odiá-la. Depois que Sunny vê seu estresse com Chad na TV, ela decide falar com ele para "limpar" seu imagem. Porém, Chad se recusa a ajudar Sunny, fazendo com que ela combata "fogo com fogo", fazendo a mesma coisa que ele. Enquanto isso, Nico e Grady começam a vender o "lixo" de Tawni na internet, para conseguirem dinheiro. Quando Tawni descobre, faz com que os dois façam tudo o que ela pede. Quadro do Sem Sentido! no episódio: “Luta da Vovó” - Quadro em que Nico e Grady representam duas senhoras idosas, uma insultando a outra de alguma maneira. Tawni interpreta a juíza da falsa luta. Participação especial: Rich Ceraulo como Santiago Geraldo Ausente: Allisyn Ashley Arm como Zora Lancaster |                                                                        |                       |                                                    |                       |                  |
| 9 | "Sunny entre Estrelas do Namoro" "Sonny With a Chance of Dating"       | 12 de Abril, 2009     | DC:10 de Julho, 2009 Globo:11 de Novembro, 2010    | 26 de Setembro, 2009  | 111              |
| Sunny é convidada pelo ex-namorado de Tawni, James, para um encontro. Então, Tawni e Chad tentam estragar o encontro deles: Tawni para proteger Sunny e Chad porque sente ciúmes. Durante o encontro, James diz que deseja voltar a namorar com Tawni, por orgulho. Então, Tawni e Sunny armam um plano para que James não volte a fazer isso. Enquanto isso, Nico e Grady tentam colocar a cabeça embaixo da máquina de iogurte enquanto não são pegos por Murphy. Quadro do Sem Sentido! no episódio: “Sally Jenson: Advogada Criança” - Zora menciona o quadro, tentando convencer Nico e Grady a deixarem ela ser a advogada deles. Episódio do MacKenzie Falls: “Episódio de Natal” - É mencionado por Chad. O episódio que James Conroy estrela. No final, ele percebe que tem uma vida maravilhosa, fazendo referência ao filme It's a Wonderful Life. Participação especial: Kelly Blatz como James Conroy, Steve Hytner como Murphy |                                                                        |                       |                                                    |                       |                  |
| 10 | "Sunny e o Estúdio da Pirralha" "Sonny and the Studio Brat"            | 26 de Abril, 2009     | DC:19 de Junho, 2009 Globo:12 de Novembro, 2010    | 5 de Dezembro, 2009   | 114              |
| Sunny é encarregada de acompanhar Dakota, uma pequena garota de 9 anos, em um passeio pelos estúdios do Sem Sentido!. Dakota diz que faz parte de uma fundação chamada "Crianças Harmoniosas Adoram Diversão". Desde que a conhece, Zora diz que Dakota é maligna, o que se confirma. Todos descobrem que Dakota é filha de Sr. Condor e que a falsa fundação "Crianças Harmoniosas Adoram Diversão", na verdade, forma a sigla "CHAD". Agora, Sunny e seus colegas de elenco precisam manter Dakota feliz e fazer com que ela conheça Chad, caso contrário o pai dela pode acabar com o programa. Dakota insiste em conhecer Chad, porém ele diz que não fazê-lo até conseguir ir para "O Porão", um falso clube de dança criado por Tawni, Nico e Grady para se promoverem em revistas. Quadro do Sem Sentido! no episódio: “O Porão” - Nico menciona o quadro quando Tawni tem a ideia de usar o cenário para que ela, Nico e Grady se promovam em revistas como se estivessem em um clube de dança badalado. Participação especial: Genevieve Hannelius como Dakota Condor, Daniel Roebuck como Sr. Condor Referências mencionadas: Nárnia, Miley Cyrus, Hannah Montana, Gêmeas Olsen e Tobey Maguire.                                |                                                                        |                       |                                                    |                       |                  |
| 11 | "Promessas, Rainhas de Baile" "Promises, Prom-misses"                  | 3 de Maio, 2009       | DC:19 de Junho, 2009 Globo:15 de Novembro, 2010    | 13 de Setembro, 2009  | 109              |
| Depois que Sunny se sente mal por ter perdido um baile em sua cidade, ela pergunta à Marshall se pode produzir um baile com todos do elenco em algum estúdio do programa. Ele recusa, fazendo com que o Sunny e seus colegas de elenco façam o baile em segredo. Sunny não convida Chad, por ele ter dito que a ideia de produzir um baile era boba. Enquanto isso, Nico ensina à Grady como dançar músicas lentas com garotas, e Tawni deseja ser a Rainha do Baile. Enquanto isso Zora se encarrega de despistar Marshall para fora dos estúdios, dizendo que ele ganhou um prêmio de uma estação de rádio devido ao seu novo GPS. Participação especial: Michael Kostroff como Marshall Pike Referências mencionadas: Deal or No Deal |                                                                        |                       |                                                    |                       |                  |
| 12 | "Antes Só Do Que Mal Acompanhados" "The Heartbreak Kids"               | 17 de Maio, 2009      | DC:26 de Junho, 2009 Globo:16 de Novembro          | 28 de Novembro, 2009  | 103              |
| Quando Sunny vê Marshall e srta. Severa solitários, ela arma um encontro para os dois. Assim, eles iniciam um relacionamento. No entanto, srta. Severa se envolve muito no Sem Sentido!, alterando os roteiros do programa e gerando situações desagradáveis para o elenco. Sunny pede a ajuda de Chad para separar o casal e fazer com que tudo volte ao normal nas aulas e no programa. Chad leva Sunny ao Mirante da Montanha, um cenário de um episódio do MacKenzie Falls para que Nico e Grady vestidos como o Pé Grande assustem Marshall e srta. Severa. Quadro do Sem Sentido! no episódio: “Top Model da Escócia” - Quadro em que Sunny, Tawni e Nico se vestem com saias como modelos escoceses. Grady protagoniza o quadro como o apresentador do desfile. Episódio do MacKenzie Falls: “Episódio 109: Pé Grande Pega a Garota” - É mencionado por Chad. Um episódio sobre um Pé Grande que assusta um casal de namorados durante um encontro, capturando a garota. Ausente: Allisyn Ashley Arm como Zora Lancaster Participação especial: Michael Kostroff como Marshall Pike, Vicki Lewis como Srta. Severa Paródia do título: Filme The Heartbreak Kid (Antes Só do que Mal Casado no Brasil, O Mal Casado em Portugal)    |                                                                        |                       |                                                    |                       |                  |
| 13 | "Batalha das Estrelas de TV" "Battle of the Networks' Stars"           | 7 de Junho, 2009      | DC:26 de Julho, 2009 Globo:17 de Novembro, 2010    | 17 de Outubro, 2009   | 116              |
| Chad está filmando um filme sobre sua vida, “A História de Chad Dylan Cooper”. Chad decide ter o elenco original do Sem Sentido! interpretando seus respectivos papéis no filme, mas para a frustração de Sunny, ele escolhe Selena Gomez, a protagonista do filme “Camp Hip Hop” (uma paródia à “Camp Rock”) para fazer o papel de Sunny Monroe. Selena percebe que Sunny e Chad gostam um do outro e, quando os dois negam, ela usa psicologia ao contrário para fazer os dois admitirem. Quadro do Sem Sentido! no episódio: “Gassie, o Cão que Solta Gases” - Um quadro que segue as aventuras de um cachorro que se comunica com seus donos através de pum. Ausente: Allisyn Ashley Arm como Zora Lancaster Participação especial: Selena Gomez como ela mesma Referências mencionadas ou insinuadas: Wizards of Waverly Place, Harry Potter, Lassie, Camp Rock, Jonas Brothers. |                                                                        |                       |                                                    |                       |                  |
| 14 | "Pegadinhas das Celebridades" "Prank'd"                                | 5 de Julho, 2009      | DC:24 de Julho, 2009 Globo:17 de Novembro, 2010    | 26 de Dezembro, 2009  | 115              |
| Chad é o apresentador de um novo programa de pegadinhas e Sunny sente que ela é seu próximo alvo no “Pegadinhas das Celebridades”, quando Chad consegue uma audição para ela no filme de sua super-heroína favorita, "Fashionita". Sunny faz uma série de brincadeiras com o diretor, pensando que a audição trata-se pegadinha para ela. Enquanto isso Nico e Grady pensam que Tawni é aliada de Chad nas pegadinhas e tentam fazer brincadeirinhas com ela. Quando Chad está pronto para revelar suas brincadeiras, ele descobre que ele é quem é a vítima de uma grande pegadinha, organizada por Zora, a verdadeira apresentadora do “Pegadinha das Celebridades”. Quadro do Sem Sentido! no episódio: “Gassie, o Cão que Solta Gases” - Um quadro que segue as aventuras de um cachorro que se comunica com seus donos através de pum. Paródia do título: Punk'd Referência insinuada: Lassie |                                                                        |                       |                                                    |                       |                  |
| 15 | "Contos da Sala da Contra-Regra" "Tales From the Prop House"           | 2 de Agosto, 2009     | DC:12 de Setembro, 2009 Globo:18 de Novembro, 2010 | 17 de Outubro, 2009   | 117              |
| O elenco do Sem Sentido! é obrigado a abandonar sua sala da contra-regra quando Marshall anuncia que ela será utilizada para outros fins. Sunny e seus colegas de cena têm poucas horas para se despedirem de sua sala e, junto à Marshall, começam a lembrar alguns momentos marcantes que viveram durante a série com os objetos de decoração da sala, usados nos quadros do Sem Sentido!. Chad e Portlyn chegam na sala e anunciam que irão utilizá-la como a área de meditação do elenco de MacKenzie Falls. Quadros do Sem Sentido! no episódio: “Garotas do "Dá uma Olhada"” - Quadro ambientado em um supermercado, onde Sunny e Tawni interpretam duas garotas que sempre usam o bordão "dá uma olhada no/na..." em suas frases para dar atenção a algo ou alguém. “É o Garoto Golfinho” (reprise do mesmo quadro do primeiro episódio) - Grady interpreta o personagem principal, o "Garoto Golfinho", que espirra água através da cabeça. “Garota Chata” - Representada por Zora, uma garota inconveniente que perturba um casal durante uma sessão de cinema. Participação especial: Michael Kostroff como Marshall Pike, Jillian Murray como Portlyn                                                                          |                                                                        |                       |                                                    |                       |                  |
| 16 | "Sunny na Cozinha com um Jantar" "Sonny in the Kitchen with Dinner"    | 16 de Agosto, 2009    | DC:7 de Agosto, 2009 Globo:19 de Novembro, 2010    | 30 de Janeiro, 2010   | 118              |
| Sunny tenta ajudar Tawni a ter um bom encontro com Hayden, um novo assistente, e pede que Chad lhe dê três ingressos para o jogo dos Lakers. Porém, quando Sunny e Hayden são vistos na câmera do beijo durante o jogo, os dois são forçados a se beijar e Tawni vê a cena. Tawni fica brava e se esconde no camarim. Enquanto isso, Chad sente ciúmes de Sunny depois de ver a foto do beijo em uma revista. Sunny consegue marcar outro encontro para Tawni e Hayden, dessa vez um jantar caseiro em sua casa. Enquanto isso, Nico e Grady fazem seu próprio tipo de sanduíche denominado "Granico". Ausente: Allisyn Ashley Arm como Zora Lancaster Referências mencionadas ou insinuadas: Ashley Tisdale, Vanessa Hudgens, Jonas Brothers Paródia do título: ao programa "Someone's in the kitchen with Dinah" ( e uma canção americana chamada "I've Been Workin' on the Railroad") |                                                                        |                       |                                                    |                       |                  |
| 17 | "Adivinhe Quem é o Astro Convidado" "Guess Who's Coming to Guest Star" | 27 de Setembro, 2009  | DC:8 de Agosto, 2009 Globo:22 de Novembro, 2010    | 10 de Abril, 2010     | 108              |
| Marshall convida Chad para ser o astro convidado em um episódio do Sem Sentido!. Então, Sunny precisa fazer um quadro com Chad em que eles terão que se beijar, contra a vontade dela. Chad começa a aborrecer Sunny dizendo que ela irá se apaixonar por ele depois que se olharem nos olhos um do outro durante o quadro. Embora seja apenas uma brincadeira de Chad, Sunny fica preocupada. Enquanto isso, Nico e Grady tentam substituir Marshall, muito ocupado com o quadro de Chad, e começam a dar ordens em todos os funcionários do produtor. Quadro do Sem Sentido! no episódio: “O Paramédico Gato” - Chad, como astro convidado, interpreta o paramédico gato, pelo qual todas as garotas se apaixonam e forjam machucados para serem atendidas por ele. Também: “A Gang Goody” - A série infantil mais popular da época em que Tawni e Chad eram crianças e a protagonizavam. Neste tempo, Tawni era apaixonada por Chad. Ausente: Allisyn Ashley Arm como Zora Lancaster Nota: Este episódio estreou no Brasil quase dois meses antes da estreia nos Estados Unidos. Participação especial: Michael Kostroff como Marshall Pike Referências mencionadas ou insinuadas: Ashley Tisdale, Vanessa Hudgens, Twilight (Tridark) |                                                                        |                       |                                                    |                       |                  |
| 18 | "De Hart Para Hart" "Hart to Hart"                                     | 1 de Novembro, 2009   | DC:22 de Janeiro, 2010 Globo:23 de Novembro, 2010  | 13 de Março, 2010     | 119              |
| Sunny fica com raiva porque Tawni é obrigada por sua empresária a fazer um quadro chamado "O jantar da loira burra". Sunny convence Tawni a tomar sua própria decisão sobre ela fazer o quadro, fazendo ela demitir sua empresária, mas Sunny descobre que a empresária na verdade era a própria mãe de Tawni, tudo da errado, e as duas brigam. Tawni, brigada com sua mãe vai morar na casa de Sunny, e começa a tratá-la como uma empregada, Sunny e sua mãe Connie, tentam consertar as coisas. Enquanto isso, Nico e Grady tentam entrar no "banheiro sagrado" do Mackenzie Falls, e um segurança que carrega um boneco estilo marionete, que tem duas personalidades (uma em cada "corpo"), permite e não permite a entrada deles neste banheiro. Quadro do Sem Sentido! no episódio: “O Jantar da Loira Burra” - Interpretada por Tawni. Ausente: Allisyn Ashley Arm como Zora Lancaster Participação especial: Nancy McKeon como Connie Munroe, Christina Moore como Tammi Hart e Jeff Dunham como o oficial Dilman (Jeff) e o oficial Rothband (Walter). |                                                                        |                       |                                                    |                       |                  |
| 19 | "Sunny no Meio" "Sonny in the Middle"                                  | 8 de Novembro, 2009   | DC:15 de Janeiro, 2010 Globo:24 de Novembro, 2010  | 13 de Fevereiro, 2010 | 113              |
| Sunny, Tawni e Zora dão uma festa para Nico e Grady. Sunny também dá a eles um presente: uma cadeira para jogar videogame. Porém, os amigos começam a brigar pelo presente, Sunny então, pensa num jeito de fazer com que Nico e Grady voltem a ser amigos. Enquanto isso, Zora enrola Tawni e Chad para eles levarem ela à um show de girafas no gelo e para ver o filme "Macacarros" em 3D. Quadro do Sem Sentido! no episódio: “Garry e Larry” - Interpretado por Nico e Grady, eles comentam tudo o que aconteceu de estranho no dia, enquanto um urso (interpretado por Zora) fica atrás deles. Paródia do título: Malcolm in the Middle |                                                                        |                       |                                                    |                       |                  |
| 20 | "Biscoito de Monstros" "Cookie Monsters"                               | 15 de Novembro, 2009  | DC:29 de Janeiro, 2010 Globo:25 de Novembro, 2010  | 3 de Abril, 2010      | 120              |
| Zora se torna uma escoteira e tem que vender biscoitos. Então Sunny dá dicas para Zora vender mais biscoitos, pois ela mesma queria ser uma escoteira. Mas quando Dakota, a filha do dono do estúdio, vê Zora, passa a querer ser escoteira. Nesse passo, ambas Zora e Dakota, ficam vendendo no mesmo lugar, só que Dakota tem a ajuda de Chad (que está apenas puxando o saco dela para se promover para com o dono do estúdio). Nota: Esse episodio conta com a participação especial da irmã de Demi Lovato], Madison De La Garza. Participação especial: Genevieve Hannelius como Dakota Condor, Madison De La Garza como Sunny mais jovam e Patricia Bethune como srta. Montecore Referências mensionadas ou insinuadas: Zac Efron, Camp Rock (Camp Hip Hop), "A flor dos Escoteiros" referente as escoteiras dos EUA Paródia do título: Sesame Street |                                                                        |                       |                                                    |                       |                  |
| 21 | "Sunny: Até Agora" "Sonny: So Far"                                     | 22 de Novembro, 2009  | DC:31 de Janeiro, 2010 Globo:26 de Novembro, 2010  | 5 de Junho, 2010      | 121              |
| Sunny e Tawni são convidadas para participar do programa de entrevistas Te Peguei! com Gilroy Smith e têm a chance de relembrar bons e maus momentos nos bastidores do Sem Sentido!. Mas Gilroy quer que elas contem coisas embaraçosas que já viveram e pede a Sunny que fale sobre sua vida amorosa. Então, inesperadamente, ele chama Chad ao palco e mostra imagens íntimas de Sunny e Chad do episódio História da Costa Oeste, o que acaba envergonhando os dois. Ausentes: Brandon Mychal Smith como Nico Harris, Doug Brochu como Grady Mitchell e Allisyn Ashley Arm como Zora Lancaster Participação especial: Eric Toms como Gilroy Smith Nota: Nico, Grady e Zora aparecem apenas em vídeos dos episódios anteriores. Esse episódio foi gravado em Julho de 2009, encerrando as filmagens da primeira temporada. |                                                                        |                       |                                                    |                       |                  |